# Alexandros Aitolos
Alexandros Aitolos (* um 315 v. Chr.) war ein griechischer Grammatiker und Dichter.
Alexandros stammte aus Pleuron in der griechischen Landschaft Ätolien. Sein Vater war Satyros und seine Mutter Stratokleia. Alexandros lebte in Alexandria. Von Ptolemaios Philadelphos wurde er mit der Erfassung und Ordnung der Satyrspiele und Tragödien der Bibliothek von Alexandreia beauftragt. Er war ein Mitglied der tragischen Pleiade, denn er war ein hoch geschätzter Dichter. Nur von einem seiner Stücke (Astragalistai, über die Jugend des Patroklos) ist der Titel bekannt. Seine Werke sind nur in Fragmenten überliefert.